# Oreste Bonomi
Oreste Bonomi (Milano, 15 luglio 1902 – Roma, 26 aprile 1983) è stato un politico italiano.

## Biografia
Figlio di Giovanni e di Angela Penagini, lavorò come commerciante e ragioniere. Presidente della federazione nazionale dei commercianti. Fu eletto deputato alle elezioni politiche del 1934 con il Partito Nazionale Fascista e consigliere nazionale nel 1939, prima legislatura della Camera dei Fasci e delle Corporazioni. Direttore Generale del turismo, Commissario aggiunto per l'Esposizione dell'EUR dal 1936 fino alla caduta del fascismo sotto Vittorio Cini, dal 6 febbraio al 25 luglio 1943 fu Ministro degli Scambi e Valute durante l'ultima fase del governo Mussolini.